# Мінарет Алі
Мінарет Алі (перс. مناره علی) — історичний мінарет в Ісфаган, Іран. Складає єдиний комплекс із мечеттю Алі. Це найстаріший мінарет в Ісфахані, будівництво якого датується XII століттям. Висота мінарету 48 м, він вважається другим за висотою мінаретом в Ісфахані після мінарету Сарбан. Спочатку він мав висоту 50 м, але з часом його висота зменшилася на два метри.
Зведений під час правління сельджукського султана Санджара (1118-1157).
У період правління засновника династії Сефевідів Ісмаїла І (1501-1524) мінарет перебудовано.
Збудований із цегли у вигляді усіченого конуса, оформлений двома балконами. Стіна нижче балконів прикрашена зірками, що переплітаються, змінюються від форми ромба на верхньому кінці до чотирьох смуг куфічних написів, три з яких виконані глазурованою плиткою.